# Johann Weißheimer

Johann Weißheimer II, Ölgemälde 1854 von Hebel.

Johann Weißheimer (in amtlichen Dokumenten Johann Weißheimer II., auch Johannes Weisheimer oder Weissheimer; * 25. Oktober 1797 in Osthofen; † 8. September 1883 ebenda) war der Vater des Komponisten Wendelin Weißheimer und um die Mitte des 19. Jahrhunderts der höchstbesteuerte Gutsbesitzer in Rheinhessen, Bürgermeister von Osthofen und während der 1848er Revolution Politiker in der ersten Ständekammer des hessischen Landtags. Wegen seiner umfangreichen Studien über die Osthofener Geschichte wird er auch der „Chronist“ von Osthofen genannt.

## Familie
Johann Weißheimer II. wurde im Jahre 1797 als ältester Sohn von Johann Weißheimer I. (1774–1834) und dessen Ehefrau Margarethe Weißheimer geborene Dechen(t) (1772–1825)  im väterlichen Gut, der Osthofener Steinmühle geboren.
Weißheimer heiratete am 9. Oktober 1821 in Osthofen Ottilie, geborene Best (1802–1884), Tochter des Gutsbesitzers, Bierbrauers, Gastwirts und Bürgermeisters (1822–1831) von Osthofen, Johann Wendelin Best. Diesem ist es zu verdanken, dass sein jüngster Sohn Wendelin Weißheimer ein Studium der Musik aufnehmen konnte, wodurch der Grundstein für dessen Karriere gelegt wurde. Weißheimer trug durch finanzielle Hilfeleistungen maßgeblich dazu bei, dass der in ständigen Geldnöten befindliche Komponist Richard Wagner wieder Fuß in Deutschland fassen konnte.

## Leben und Leistungen
Durch ihn wurde die Osthofener Steinmühle um die Mitte des 19. Jahrhunderts zum bedeutendsten Gut in Rheinhessen. Als Bürgermeister von Osthofen zwischen 1831 und 1843 führte Weißheimer viele Reformen durch, so etwa die Einführung der Freiwilligen Feuerwehr oder eines Almosenfonds. Osthofen wurde während seiner Amtszeit erstmals über die mittelalterlichen Grenzen hinaus ausgedehnt. 1842 bis 1864 war er Mitglied des Gemeinderates in Osthofen. Als Abgeordneter der 1. Hessischen Ständekammer vertrat er in Darmstadt während der 1848er Revolution die Interessen seiner Heimat und regte zu Reformen an. Er wurde am 28. November 1849 für den Wahlbezirk 24 (Westhofen und Osthofen) gewählt und legte am 12. September 1850 seinen Abgeordneteneid ab. 1850 wurde er wiedergewählt, schied aber mit der Wahl 1851 aus dem Landtag aus.
In seinem 1500 Seiten umfassenden Tagebuch berichtet er detailliert über 70 Jahre seines Lebens. Es beschreibt nicht nur die Familienverhältnisse der Familie Weißheimer, sondern gibt auch Auskunft über religiöse und kommunalpolitische Verhältnisse in Osthofen. Von besonderem Interesse sind Johann Weißheimers II. Beobachtungen in der 1848er Revolution. Seine über 2000 Seiten umfassenden Studien über Osthofen zählen zu den wichtigsten Quellen der Osthofener Geschichte vom Mittelalter bis ins 19. Jahrhundert.

## Werke
- Geschichtliche Nachrichten über Osthofen, 3 Bde. (ungedruckt)
- Geschichtliche Nachrichten über Westhofen, (ungedruckt)
- Thomas Goller und Gerold Bönnen: Was Deutschland im Großen, das ist Osthofen im Kleinen. Die Tagebücher von Johann Weißheimer II. (1797–1883) = Quellen und Forschungen zur hessischen Geschichte 173. Darmstadt 2016. ISBN 978-3-88443-328-7